# Stefan Filipkiewicz
Stefan Filipkiewicz (Tarnów, 28 de julho de 1879 – Mauthausen, 23 de agosto de 1944) foi um pintor e designer polonês, conhecido por suas paisagens inspiradas pelo movimento da Polônia Jovem. Foi um dos principais representantes do Art Nouveau na Polônia.